# Federazione cestistica del Kirghizistan
La Federazione cestistica del Kirghizistan è l'ente che controlla e organizza la pallacanestro in Kirghizistan.
La federazione controlla inoltre la nazionale di pallacanestro del Kirghizistan. Ha sede a Bishkek e l'attuale presidente è Bahtiyar Kadyrov.
È affiliata alla FIBA dal 1992 e organizza il campionato di pallacanestro del Kirghizistan.